# ドメニコ・チマローザ
ドメニコ・チマローザ（Domenico Cimarosa, 1749年12月17日、ナポリ近郊アヴェルサ- 1801年1月11日、ヴェネツィア）は、イタリアの作曲家。ローマで成功し、オペラ・ブッファの第一人者となる。後にペテルブルグとウィーンで短期間ながら宮廷楽長に就任。共和制ナポリを支持して死刑判決を受けたため、ヴェネツィアへ政治亡命した後に急死した。

## 人物
レンガ職人の父と洗濯婦の母の貧しい家庭で生れたが、父は作業中に事故死した。幼い頃より楽才に優れている事が僧院のオルガン奏者の目にとまり、その援助を得て11歳で現在のナポリ音楽院の前身であるサンタ・マリア・ディ・ロレート音楽院（イタリア語版）に入学。
彼が作曲したオペラは約70曲を数え、その他レクイエム、オラトリオ、チェンバロ・ソナタなど美しい旋律が印象的で、チマローザと同年生れのゲーテは彼の音楽を賞賛している。またオーストラリアの作曲家アーサー・ベンジャミンはチマローザのチェンバロ・ソナタから4曲を選んで編曲し、オーボエ協奏曲に仕立てている。ロッシーニが登場するまではオペラ・ブッファはチマローザが第一人者であった。

### 経歴
- 1771年（22歳） 最初のオペラで成功。
- 1778年（29歳） ローマの各劇場からの作曲の委嘱で活躍する。ローマ教皇の命令により女性は舞台に載る事ができない為、カストラート達が演じ歌ったという。
- 1787年（38歳） ロシアの女帝エカテリーナ2世の招きでペテルブルクに行ったが、満足な演奏家もおらず契約満了と共に去った。この頃、鍵盤楽器の為のソナタを作曲している。
- 1791年（42歳） レオポルト2世の招きで、アントニオ・サリエリの後任としてウィーンの宮廷楽長となる。
- 1792年（43歳） 代表作となったオペラ『秘密の結婚』を作曲。レオポルド2世が没した事もあり、以後は宮廷楽長や宮廷作曲家の地位も重要性が薄れたためかウィーンには執着しなかったようである。
- 1793年（44歳） ナポリに帰り、『女の手管』、『ペネローペ』（1794年）などのオペラを次々に発表。
- 1799年（50歳） 一時共和制が布かれた時、革命政府の要請で新時代の到来を賛える詩に作曲したため王政復古後に反逆者とみなされ、12月9日に逮捕されて、ナポリを永久追放処分となった。友人と支援者の仲介がなければ打ち首となるところであった。
- 1800年（51歳） 12月には拘禁と過労とで体力が衰える。
- 1801年（52歳） ヴェネツィアのフェニーチェ劇場から依頼されたオペラ『アルテミシア』は未完のまま、1月11日に急死した。チマローザの作品はヨーロッパの主要都市で公演されており、高い名声を得ていたため毒殺の噂が広まり、これを無視できないナポリ政府は4月に内臓疾患（胃癌）である旨を発表したという。

## 主要作品

### オペラ
- 伯爵の奇行（Le stravaganze del conte）1772年
- 古代ローマの狂信者（Il fanatico per gli antichi romani）1777年
- ドン・カレンドリーノの帰還（Il ritorno di Don Calendrino）1778年
- ロンドンのイタリア女（L'italiana in Londra）1779年
- 誠実な不誠実（L'infedelta fedele）1779年
- 大工（Il falegname）1780年
- インドのアレッサンドロ（Alessandro nell'Indie）1781年
- ジャンニーナとバルナルドーネ（Giannina e Bernardone）1781年
- 饗宴（Il convito）1782年
- オレステ（Oreste）1783年
- キルケー（La Circe）1783年
- アルタセルセ（Artaserse）1784年
- 女はいつも最悪の選択をする（La donna sempre al suo peggior s'appiglia）1785年
- 信じやすい人（Il credulo）1786年
- 悩める劇場支配人[1]（L'impresario in angustie）1786年
- ストランバ男爵夫人（La baronessa Stramba）1786年
- ヴォルドミーロ（Voldomiro）1787年
- クレオパトラ（Cleopatra）1789年
- 秘密の結婚（Il matrimonio segreto）1792年
- 太陽の乙女（イダリーテ）（La vergine del sole）1792年
- 宮廷楽士長（Il maestro di cappella）1793年
- 女の手管（Le astuzie femminili）1794年
- ペネローペ（Penelope）1795年
- アルテミシア（Artemisia）1801年、未完

### その他
- ミサ曲（16曲ほど）
- レクイエム ヘ長調（Requiem）1787年
- 88曲のチェンバロ・ソナタ（ピアノソナタ）
- 2本のフルートのための協奏曲 ト長調（1793年）
- オーボエ協奏曲 ハ短調（32曲のチェンバロ・ソナタから4曲を選んで、アーサー・ベンジャミンが編曲したもの）
- フォルテピアノ、ハープ、ヴァイオリン、ヴィオラ・ダ・ガンバ、チェロ、ファゴットのための六重奏曲（1791年）最期のガンバの為の作品？
- その他にはシンフォニア、チェンバロ協奏曲、いくつかの声楽曲などがある